# Sidecarcross

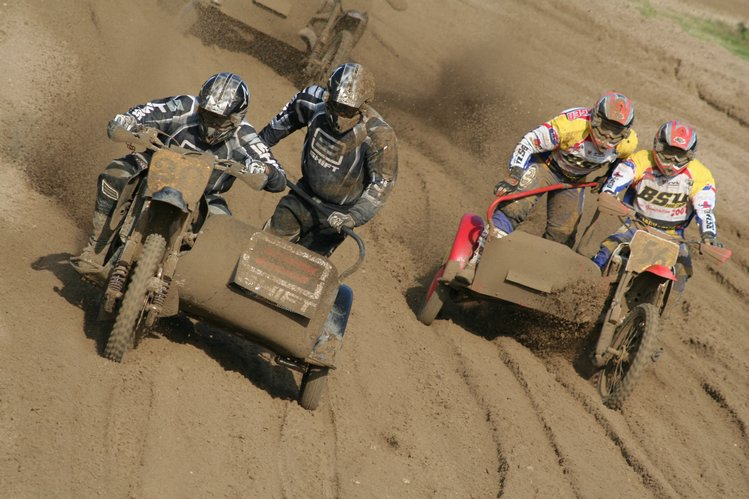
Sidecarcross

Sidecarcross oder Seitenwagen-Moto-Cross ist ähnlich wie Moto Cross mit Solomotorrädern, nur dass es ein Teamsport ist. Fahrer und Beifahrer bewegen zusammen das Motocrossgespann, der Fahrer am Lenker mit Gas und Bremse, der Beifahrer durch Gewichtsverlagerung.

## Fahrzeuge
Die Motocross-Gespanne sind keine Solomotorräder mit angebautem Seitenwagen, sondern Spezialanfertigungen, die in Kleinserien hergestellt werden. Hersteller für Rahmen sind unter anderem:
- AYR (Estland) – gebaut und vertrieben von Estlands Sidecarcross-Legende Are Kaurit
- MEFO (Tschechien) – der Deutsche Willi Liebl vertreibt außer den Rahmen noch vorwiegend Motocross-Reifen.
- VMC (Belgien) – stellte von 2003 bis 2009 den Weltmeister-Rahmen / 6× D. Willemsen (NL) / 1× Jo. Hendrickx (B). Auch der mehrfache Deutsche Meister Marko Happich fährt seit diesem Jahr 2011 einen VMC-Rahmen.
- WSP (Niederlande) – hinter WSP (Willemsen-Sidecar-Productions) steht Berry Willemsen, Vater des zehnfachen Weltmeisters Daniel Willemsen (NL). WSP wurde 2010 erstmals Konstrukteursweltmeister.
- BSU (Belgien) – hatte Mitte der 1990er Jahre mit dem fünffachen Weltmeister Kristers Sergis (LV) seine erfolgreichste Zeit.
- EML (Niederlande) – baute zuletzt vorwiegend Straßengespanne und Quads, jedoch auf Anfrage auch Sidecarcross-Rahmen, dominierte mit seinen Rahmen in den 1980er Jahren die WM, vorwiegend von den Schweizer Teams pilotiert.
- WHT (Niederlande) – seit 2009 neu dabei, zählt trotz kurzer Zugehörigkeit schon einige Top-Teams zu seinen Kunden.
- In den 1970er Jahren hatten die Engländer von WASP eine absolute Vormachtstellung, zog sich dann aber nach und nach aus der Sidecarcross-Szene zurück und konzentrierte sich auf die Straßengespanne, und genießt unter den Gespann-Fahrer einen äußerst guten Ruf.
- Kaum bekannt, aber mit wenigen Stückzahlen vertreten sind die Hersteller SpaTech aus der Schweiz, BasTech und Hocob aus den Niederlanden.

Auch bei den Motoren gibt es mehrere Hersteller, die mal mehr, mal weniger häufig vertreten sind. So werden ausschließlich Zwei- oder Viertakter eingesetzt, die mindestens 350 und maximal 750 cm³ bei Einzylindern haben dürfen. Die Zweitaktmotorenschmiede von Friedhelm Zabel, seinen mit 700 cm³ und ca. 87 PS starken Zweitaktern, hält bis heute den Rekord, mit Daniel Willemsen (NL) als Fahrer sechs aufeinander folgende, und insgesamt zehn WM-Titel gewonnen zu haben. Ein weiterer Hersteller für Zweitakter ist die Firma MTH aus Österreich, die mit Kristers Sergis (LV) als Fahrer auch schon drei Weltmeistertitel (2000–2003) eingefahren hat. Zweitaktmotoren sind sehr hochdrehende Aggregate, die ihre volle Leistung im oberen Drehzahlbereich haben.
Das genaue Gegenteil davon, nämlich mit viel Leistung von unten heraus, bringen die Viertaktmotoren mit sich. KTM, auf Basis der LC4 und der SX525, stellt mehr oder weniger das Grundmodell, meist aber werden die Motoren von Spezialfirmen wie Frauenschuh-Tuning getunt und mit mehr Hubraum, und vor allem mit mehr Leistung ausgestattet. In 2009 holte KTM durch den Belgier Joris Hendrickx seinen ersten Konstrukteurstitel seit 1997. Mittlerweile seit einigen Jahren sind neben KTM noch die beiden schwedischen Motorenhersteller Husaberg und Husqvarna mit Viertaktmotoren vertreten. Und nicht zu vergessen natürlich die Tschechen mit ihren aus dem Speedway bekannten „Dampfhämmern“ von Jawa. Weitere Möglichkeiten sind die japanischen Cross-Motoren wie Kawasaki, Honda oder Yamaha, die aber serienmäßig zu wenig Hubraum und Leistung haben und entsprechend getunt werden müssten, aber im Amateurbereich immer noch vereinzelt vertreten sind.
Der Aufbau der Gespanne mit Einpassung der Motoren, Auspuff- und Kühlanlagen wird von den Teams zum größten Teil selbst durchgeführt. Fertige Wettbewerbsgeräte, neu ab Lager wie z. B. ein Auto zu kaufen ist, gibt es so nicht direkt. Zwar bekommt man beim Neukauf eines Rahmens auf Wunsch gleich den gewünschten Motor (Zwei-/Viertakter) sowie Dämpfersysteme und Räder, aber in den meisten Fällen haben die Teams viele spezifische Wünsche beim Aufbau eines Gespannes, sodass dieser meistens in Eigenregie läuft. Die Firma Reiger Suspensions genießt wegen ihrer langen Erfahrung im Bereich des Motorsports sehr hohes Ansehen und ist z. B. bei den Grand Prix der Weltmeisterschaft immer mit einem Servicewagen und Fachpersonal vor Ort, um ihre Fahrwerks- bzw. Dämpfersysteme zu warten, überholen oder zu reparieren.

## Wettkämpfe
Die Rennen finden in jeder Saison meist immer auf denselben Rennstrecken statt, ähnlich wie beim Solomotocross. Aber auch mit drei Rädern und zwei Personen (Fahrer und Beifahrer) sind mit den ca. 180 bis 200 kg schweren Gespannen Sprünge von 20 bis 25 m zumindest für die Top-Teams, kein Problem. Supercross mit Waschbrettpisten gibt es jedoch nicht. In der Weltmeisterschaft beträgt die Renndistanz zweimal 30 Minuten plus zwei Runden (das heißt, wenn die 30 Minuten abgelaufen sind, und der Führende an Start/Ziel kommt, werden noch zwei weitere Runden gefahren). Ebenso werden in den meisten Ländern (z. B. Deutschland, den Niederlanden, Belgien, Tschechien, Frankreich) bei den international ausgeschriebenen Veranstaltungen der nationalen Verbände (z. B. Deutscher Motor Sport Bund, Königlich Niederländischer Motorsport Verband) je zweimal 30 Minuten plus zwei Runden gefahren. Anders ist dies allerdings im Amateurbereich, der sich u. a. auch in einem eigenen Verband IMBA europaweit selbst organisiert. Die IMBA ist ein Zusammenschluss aller nationalen Amateurverbände. Der Gewinner der IMBA-Meisterschaft ist mehr oder weniger der amtierende Europameister und/oder Amateurmeister. In der IMBA werden pro Veranstaltung bzw. Rennwochenende dreimal 20 Minuten plus zwei Runden gefahren. Der IMBA gehört der deutsche DAMCV an, in dessen Rahmen es auch eine Klasse Seitenwagen gibt, bei der zweimal 18 Minuten plus zwei Runden als Renndistanz zu absolvieren sind. Die Rennen der DAMCV sind vorwiegend im westdeutschen Raum. Des Weiteren existiert im ostdeutschen Raum die LVMX-Serie für Amateure bei der in der Gespannklasse zweimal 20 Minuten plus zwei Runden gefahren werden.
Seit 1981 wird von der FIM offiziell eine Weltmeisterschaft ausgetragen. Im Schnitt besteht die WM-Saison aus zehn bis 14 Grands Prix. Die Großen Preise finden wie meistens in jedem Jahr in den gleichen Ländern und auf denselben Rennstrecken statt. So sind beispielsweise seit einigen Jahren die Rennstrecken in Ķegums (Lettland), Straßbessenbach (Deutschland), Genk (Belgien), Slagelse (Dänemark) und das Finale in Rudersberg (Deutschland) schon ein fester Bestandteil des WM-Kalenders. Die weiteren Rennen finden im jährlichen Wechselrhythmus in Frankreich, den Niederlanden, der Schweiz, England, Estland, der Ukraine, Russland, Italien und seit 2009 auch regelmäßig in Polen statt.
2010 waren 14 Grands Prix mit insgesamt 28 Wertungsläufen zu bestreiten. In 2012 waren es 12 Grands Prix mit insgesamt 24 Wertungsläufen. Eine logistische Herausforderung war im August 2012 die sogenannte „Ost-Block-Tour“ mit den Grands Prix in Kivioli (Estland), Kegums (Lettland) und in Kamens-Uralsky (Russland), welches 1.900 km östlich von Moskau vor den Toren Jekaterinburgs liegt. Bei jedem Rennen, egal ob Welt-, Europa- oder nationale Meisterschaft, können sich maximal 32 Teams für die finalen Wertungsläufe qualifizieren. Starten dürfen dann aber höchstens 30 Gespanne, es bleiben die zwei Reserve-Teams, die dann ins Starterfeld nachrücken, falls ein qualifiziertes Team nicht startet/starten kann. Der Sieger eines Wertungslaufes bekommt '25 Punkte gut geschrieben. Punkte erhalten die ersten 20. eines jeden Wertungslaufes. Die weitere Punkteverteilung ist: 1./25P; 2./22P.; 3./20P.; 4./18P.; 5./16P.; 6./15P.; 7./14P.; 8./13P.; 9./12P.; 10./11P.; 11./10P.; 12./9P.; 13./8P.; 14./7P.; 15./6P.; 16./5P.; 17./4P.; 18./3P.; 19./2P.; 20./1P.
Bei Punktgleichstand entscheidet die Mehrzahl der besseren Platzierungen der einzelnen Wertungsläufe. Seit 2002 gibt es eine sogenannte Team-Europameisterschaft (Team-EM), bei der jede Nation drei Teams nominiert. Gefahren werden drei Wertungsläufe mit je 30 Minuten plus zwei Runden. In jedem der drei Läufe starten immer zwei Teams pro Nation. Die Punktevergabe ist hier genau umgekehrt als bei der WM, heißt es geht darum, mit allen drei Teams am Ende so wenig Punkte wie möglich zu haben, bei einem Streichergebnis. Die Team-EM fand in 2012 in Oss (Niederlande) statt, das Team der Niederlande konnte den EM-Titel vor Lettland und England gewinnen. Das deutsche Team landete auf einem guten fünften Platz. Deutschland gewann seit Einführung der Team-EM 2002 erst einmal den Team-EM Titel, nämlich 2004 im „Heimspiel“ in Rudersberg. (verfasst von Sebastian Aull)